# Manokwari
Manokwari est une ville d'Indonésie située sur la côte nord de la péninsule de Doberai en Nouvelle-Guinée occidentale. C'est la capitale de la province de Papouasie occidentale, créée en 2003 par détachement de celle de Papouasie. La superficie de la ville est de 18,7 km2 et sa population d'environ 150 000 habitants.
Manokwari est également le chef-lieu du kabupaten du même nom.

## Histoire

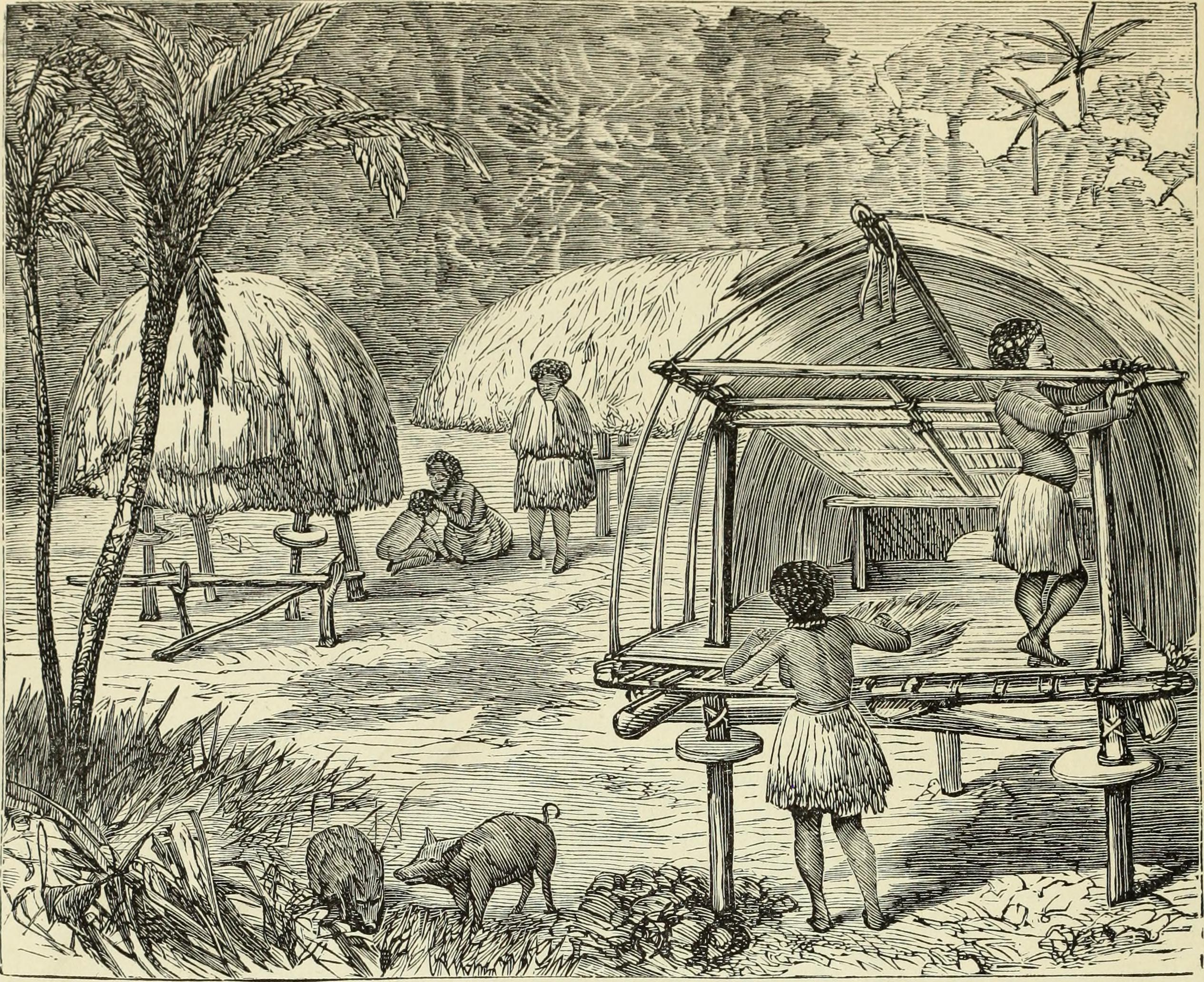
Gravure tirée de The uncivilized races of men in all countries of the world; being a comprehensive account of their manners and customs, and of their physical, social, mental, moral and religious characteristics de J. G. Wood (1871) montrant "Dory", c'est-à-dire Manokwari

Le 5 février 1855, deux missionnaires débarquent dans l'île de Mansinam. De là, ils œuvrent à la diffusion de la religion protestante.

## Éducation
- Université d'État de Papouasie fondée en 2000.

## Économie et transports

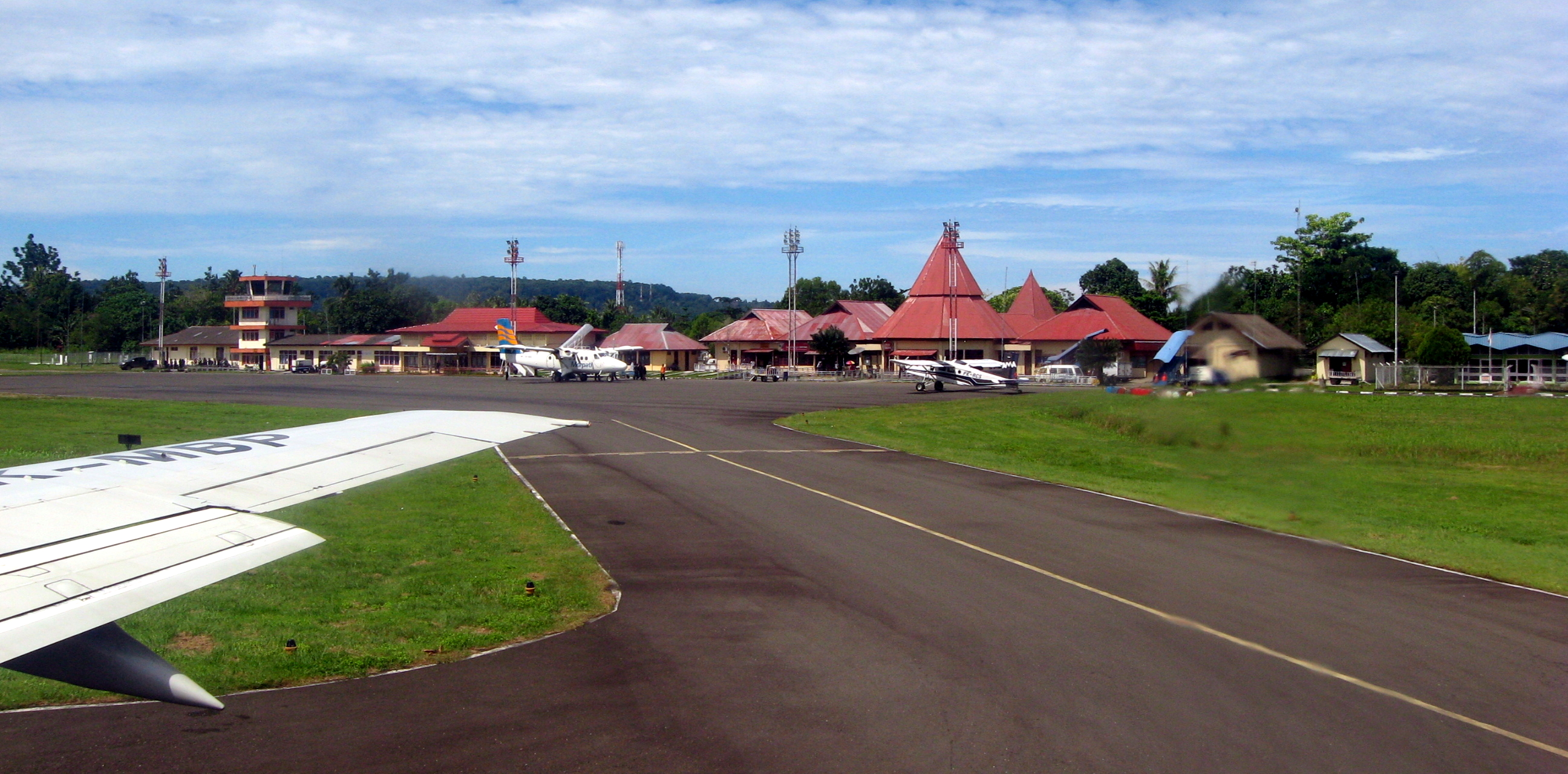
L'aéroport de Rendani